# Girimulyo (Jogorogo)
Girimulyo is een bestuurslaag in het regentschap Ngawi van de provincie Oost-Java, Indonesië. Girimulyo telt 2546 inwoners (volkstelling 2010).